# Аура (Беньямин)
Аура — одно из ключевых понятий в эстетической теории Вальтера Беньямина, заимствованное им из мистики и впервые появляющееся в произведении «Краткая история фотографии» (1931), окончательно же развитое в эссе «Произведение искусства в эпоху его технической воспроизводимости» (1936). Термин имеет несколько значений, касающихся технических аспектов ранней портретной фотографии, специфического свойства восприятия объектов (особая атмосфера), проблематики соотношения аутентичного подлинника и вторичной копии, принципиальной разницы между элитарным и массовым искусством.

## «Краткая история фотографии»
В «Краткой истории фотографии» Беньямин рассматривает ауру в нескольких аспектах: во-первых, как свойство ранней портретной фотографии, связываемое со специфической светотенью, свойственной подобным снимкам на начальном этапе развития фотоискусства. В данном случае аура - то, что порождает особую среду или атмосферу, в которой находятся изображённые на фотографии индивиды. Так, ауротичность в контексте фотографии изначально относится к техническому аспекту, посредством которого на снимках «свет с усилием прорывается сквозь темноту».
Далее в тексте Беньямин определяет ауру следующим образом:
«Странное сплетение места и времени: уникальное ощущение дали как бы близок при этом рассматриваемый предмет не был. Скользить взглядом во время летнего полуденного отдыха по линии горной гряды на горизонте или ветви, в тени которой расположился отдыхающий, пока мгновение или час сопричастны их явлению, – значит вдыхать ауру этих гор, этой ветви»
В данном фрагменте можно выделить три принципиально важных момента, непосредственно связанных друг с другом: 
1. Аура является уже не атрибутом ранней портретной фотографии или произведения искусства, а особым свойством восприятия, поскольку таким специфическим качеством для созерцающего субъекта могут обладать, например, природные объекты. Иными словами, аура - это не некая вещь и то, что ей присуще, а скорее «способ восприятия»[3] ;
2. Ключевой характеристикой ауротичности является  своеобразная дистанция как недоступность созерцаемого объекта, несмотря на то, как бы близко к нему субъект ни был. Предмет восприятия по-своему сакрален для реципиента, последний же не может его как-либо присвоить или утилитарно использовать;
3. Наряду с «ощущением дали» Беньямин подчёркивает уникальность подобного мгновения в восприятии, его принципиальную неповторимость и сингулярность[4].

## «Произведение искусства в эпоху его технической воспроизводимости»
В «Произведении искусства в эпоху его технической воспроизводимости» понятие ауры ещё более радикализируется, поскольку теперь оно «отделяет искусство старое, традиционное от искусства новой, технологической эпохи, от искусства, для которого репродуцируемость становится существенным свойством» . Прежние мотивы уникальности, дистанции и особой атмосферы, которые Беньямин выразил ещё в 1931 году, находят в данной работе своё завершение. 

Немецкий философ пишет, что произведению искусства свойственна одна черта, которая сущностно недоступна репродукции:
«...здесь и сейчас произведения искусства – его уникальное бытие в том месте, в котором оно находится. На этой уникальности и ни на чем ином держалась история, в которую произведение было вовлечено в своем бытовании. Сюда включаются как изменения, которые с течением времени претерпевала его физическая структура, так и смена имущественных отношений, в которые оно оказывалось вовлеченным»
Так называемое «здесь и сейчас» произведения наделяют его «подлинностью». Так, продолжая тему уникальности, Беньямин добавляет к ауротичности произведения историчность, которую можно понимать в качестве погружённости произведения в историю, в конкретные общественные отношения, его появление обусловливающие. Это след исторического времени, который проявляется и в различных физических изменениях, т.е. в«старении» произведения. «Подлинность» же произведения говорит о его оригинальности и непосредственности, единичности и «сделанности», о событии акта творения как такового, что копия нивелирует. Кроме того, Беньямин добавляет, что недоступность, порождаемая «ощущением дали», являет собой «главное качество культового изображения», отсылая к тому, что искусство вышло из магико-религиозной области. Впоследствии же оно лишилось собственного религиозного содержания, переродившись в секулярный культ искусства, где сакральным уже является не изображение Бога и его символов, а самостоятельное произведение искусства, характеризующееся «эмпирической уникальностью художника или его художественного достижения». Со временем сложилась определённая теология художественного и служения прекрасному, которая в своём апогее дошла до концепции «искусства ради искусства» и отказалась от какой-либо социальной функции искусства, замкнувшись в автономности эстетического.

### Утрата ауры
Уже в «Краткой истории фотографии» говорится об утрате ауры, связанной со стремлением современного человека ««приблизить» вещи к себе» и его желанием преодоления «уникального в любой ситуации через его репродуцирование». То есть репродукция как повторяемость и неаутентичность явления входит в конфликт с прежним положением уникальности и недоступности. Данная тема будет более подробно разобрана в «Произведении искусства в эпоху его технической воспроизводимости», где Беньямин уже будет диагностировать окончательную смерть ауры и культа искусства, вызванную появлением технологий массового тиражирования и приходом нового искусства (фотография и кинематограф).
Однако сама оценка утраты ауры у Беньямина амбивалентна. С одной стороны, он не сожалеет о подобной потере, а даже приветствует её, поскольку старое элитарное искусство, будучи секулярным культом, – это реакционизм, с точки зрения Беньямина, никак не изменяющий наличные общественные отношения, а, напротив, способствующий их сохранению посредством эстетизации. Что немецкого мыслителя как марксиста не устраивает, поскольку это сохранение status quo без намёка на перемены. Беньямин же положительно воспринимает тот факт, что новое искусство посредством репродукции общедоступно для масс, которые теперь можно революционизировать. Кроме того, само раскрытие ауры происходит только в момент её утраты. Но, с другой стороны, Беньямин  пишет и о том, что искусство, потеряв свой аристократизм, стало средством развлечения. Оно больше не требует повышенной концентрации чувств и напряжения зрителя, которым теперь легко манипулировать. 